# كريستيان أباركا
كريستيان أباركا (بالإسبانية: Cristián Abarca)‏ هو لاعب كرة قدم تشيلي في مركز الدفاع، ولد في 20 مايو 1989 في سانتياغو في تشيلي. شارك مع منتخب تشيلي تحت 17 سنة لكرة القدم ومنتخب تشيلي لكرة القدم. أما مع النوادي، فقد لعب مع ديبورتيس ماجالانز وسان لويس دي كويلوتا وكولو-كولو ونادي أوهيجينس.